# آلکساندر میاسنیکیان
آلکساندر میاسنیکیان (ارمنی: Ալեքսանդր Մյասնիկյան؛ ۹ فوریهٔ ۱۸۸۶ – ۲۲ مارس ۱۹۲۵) یک انقلابی بلشویک و نظامی اهل ارمنستان بود. وی در سال ۱۹۰۶ دستگیر و به باکو تبعید شد. وی در سال ۱۹۱۱ از دانشکده حقوق دانشگاه مسکو فارغ‌التحصیل شد. وی در اثر سانحه هوایی مشکوک در نزدیکی تفلیس کشته شد.

## نگارخانه

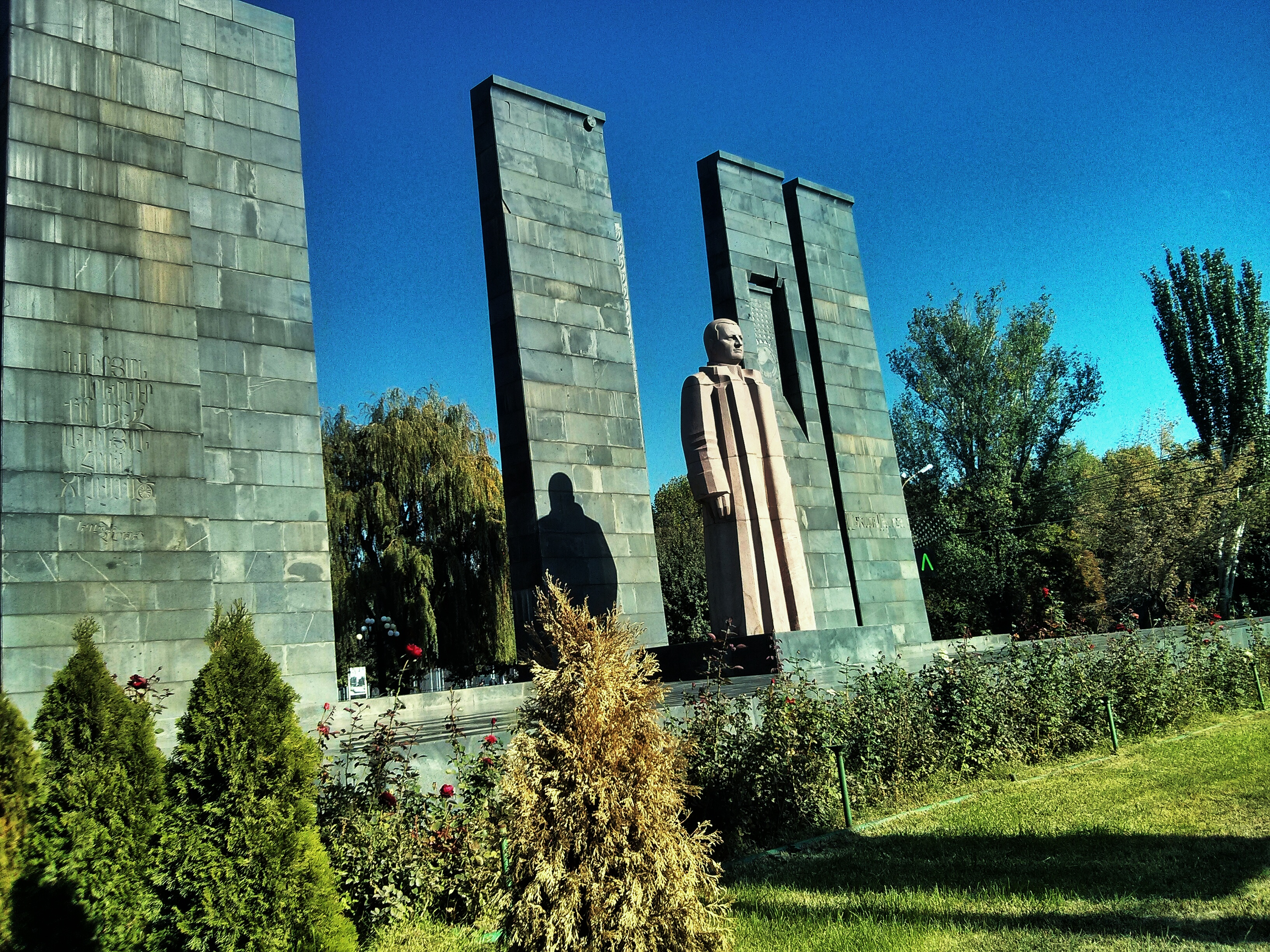
مجسمه میاسنیکیان در ایروان
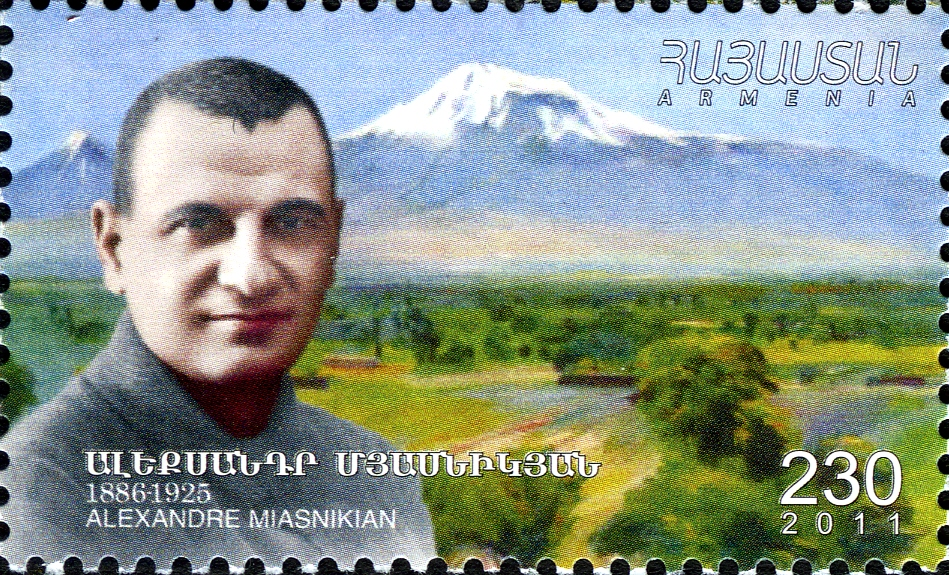
تمبر یادبود میاسنیکیان چاپ ارمنستان (۲۰۱۲)
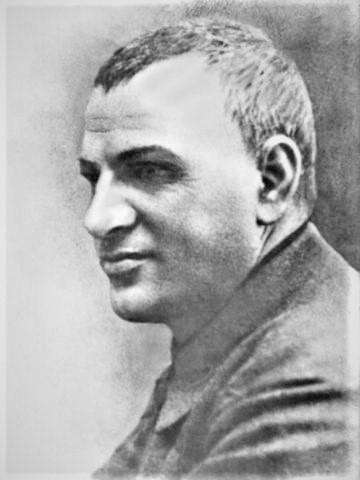